# Choluteca
Choluteca er en by i det sydlige Honduras med 152.519 (2013) indbyggere. Byen er hovedstad i et departement af samme navn og ligger tæt ved grænserne til nabolandene El Salvador og Nicaragua.